# Winning Time: The Rise of the Lakers Dynasty
Winning Time: The Rise of the Lakers Dynasty (titulada Lakers: Tiempo de ganar en Latinoamérica y Tiempo de victoria: La dinastía de Los Lakers en España) es una serie de televisión estadounidense drama deportivo creada por Max Borenstein y Jim Hecht para HBO, basada sobre el libro Showtime: Magic, Kareem, Riley, and the Los Angeles Lakers Dynasty of the 1980s de Jeff Pearlman. Es dirigida por Adam McKay y cuenta con un elenco liderado por John C. Reilly y Jason Clarke. La serie se estrenó el 6 de marzo de 2022 a través de la plataforma HBO. En abril de 2022, la serie se renovó para una segunda temporada. HBO anunció en junio de 2023, a través de Instagram, que la segunda temporada se estrenará el 6 de agosto de 2023. El 17 de septiembre canceló la serie tras el final de la segunda temporada.

## Premisa
La serie es una dramatización de la vida profesional y personal del equipo de baloncesto de Los Ángeles Lakers de la década de 1980. La primera temporada se centra en la temporada de la NBA 1979-1980, la primera de Jerry Buss como propietario y el año de novato de Magic Johnson. La segunda temporada tiene lugar entre 1980 y 1984.

## Reparto

### Principales
- John C. Reilly como Jerry Buss[5]
- Jason Clarke como Jerry West[6]
- Quincy Isaiah como Magic Johnson[7]
- Solomon Hughes como Kareem Abdul-Jabbar[7]
- DeVaughn Nixon como Norm Nixon[8]
- Gaby Hoffmann como Claire Rothman[9]
- Hadley Robinson como Jeanie Buss[9]
- Molly Gordon como Linda Zafrani[10]
- Rob Morgan como Earvin Johnson Sr.[10]
- Spencer Garrett como Chick Hearn[10]
- Kirk Bovill como Donald Sterling[10]
- Delante Desouza como Michael Cooper[10]
- Newton Mayenge como Jim Chones[11]
- Stephen Adly Guirgis como Frank Miriani[12]
- Tamera Tomakili como Earletha Kelly[12]
- Joey Brooks como Lon Rosen[12]
- Adrien Brody como Pat Riley[13]
- Jason Segel como Paul Westhead[14]
- Sally Field como Jessie Buss[15]

### Recurrentes
- Michael Chiklis como Red Auerbach[16]
- Sean Patrick Small como Larry Bird[17][18][19]
- Sarah Ramos como Cheryl Pistono[20]
- Brett Cullen como Bill Sharman[21]
- Lola Kirke como Karen West[21]
- Tracy Letts como Jack McKinney[22]
- Julianne Nicholson como Cranny McKinney[22]
- Jimel Atkins como Jamaal Wilkes[22]
- LisaGay Hamilton como Christine Johnson[22]
- Andy Hirsch como David Stern[22]
- Gillian Jacobs como Chris Riley[23]
- Wood Harris como Spencer Haywood[23]
- Rory Cochrane como Jerry Tarkanian[24]
- Danny Burstein como Vic Weiss[24]
- Austin Aaron como Mark Landsberger[24]
- Jon Young como Brad Holland
- Ta'Nika Gibson como Debbie Allen[24]
- Edwin Hodge como Ron Boone[24]
- Terence Davis como Adrian Dantley[24]
- Ja'Quan Cole como Ron Carter[24]
- Jynediah Gittens como Kenny Carr[24]
- Rodney Barnes como Maurice[24]
- Michael AG Scott como Butch Lee[24]

## Episodios
| Temporada | Temporada | Episodios | Episodios | Emisión original    | Emisión original         |
| Temporada | Temporada | Episodios | Episodios | Primera emisión     | Última emisión           |
| --------- | --------- | --------- | --------- | ------------------- | ------------------------ |
|           | 1         | 10        | 10        | 6 de marzo de 2022  | 8 de mayo de 2022        |
|           | 2         | 7         | 7         | 6 de agosto de 2023 | 17 de septiembre de 2023 |

### Temporada 1 (2022)
| N.º en serie | N.º en temp. | Título                                                     | Dirigido por               | Escrito por                                                | Fecha de emisión original |
| ------------ | ------------ | ---------------------------------------------------------- | -------------------------- | ---------------------------------------------------------- | ------------------------- |
| 1            | 1            | «The Swan» «El Cisne»                                      | Adam McKay                 | Historia: Max Borenstein & Jim Hecht Guión: Max Borenstein | 6 de marzo de 2022        |
| 2            | 2            | «Is That All There Is?» «¿Eso es todo?»                    | Jonah Hill                 | Rodney Barnes & Max Borenstein                             | 13 de marzo de 2022       |
| 3            | 3            | «The Good Life» «La buena vida»                            | Damian Marcano             | Max Borenstein, Rodney Barnes & Jim Hecht                  | 20 de marzo de 2022       |
| 4            | 4            | «Who the F**k Is Jack McKinney» «¿Quién es Jack McKinney?» | Damian Marcano             | Max Borenstein, Rodney Barnes & Jim Hecht                  | 27 de marzo de 2022       |
| 5            | 5            | «Pieces of a Man» «Pedazos de un hombre»                   | Tanya Hamilton             | Rodney Barnes & Max Borenstein                             | 3 de abril de 2022        |
| 6            | 6            | «Memento Mori»                                             | Tanya Hamilton             | Max Borenstein, Rodney Barnes & Rebecca Bertuch            | 10 de abril de 2022       |
| 7            | 7            | «Invisible Man» «Hombre Invisible»                         | Payman Benz                | Rodney Barnes & Max Borenstein                             | 17 de abril de 2022       |
| 8            | 8            | «California Dreaming»                                      | Payman Benz                | Rodney Barnes & Max Borenstein                             | 24 de abril de 2022       |
| 9            | 9            | «Acceptable Loss» «Perdida Aceptable»                      | Salli Richardson-Whitfield | Rodney Barnes & Max Borenstein                             | 1 de mayo de 2022         |
| 10           | 10           | «Promised Land» «Tierra Prometida»                         | Salli Richardson-Whitfield | Rodney Barnes & Max Borenstein                             | 8 de mayo de 2022         |

### Temporada 2 (2023)
| N.º en serie | N.º en temp. | Título                                                                               | Dirigido por               | Escrito por                                     | Fecha de emisión original |
| ------------ | ------------ | ------------------------------------------------------------------------------------ | -------------------------- | ----------------------------------------------- | ------------------------- |
| 11           | 1            | «Un anillo no hace una dinastía» (en inglés: One Ring Don't Make a Dynasty)          | Salli Richardson-Whitfield | Max Borenstein & Rodney Barnes                  | 6 de agosto de 2023       |
| 12           | 2            | «La magia está de vuelta» (en inglés: The Magic Is Back)                             | Trey Edward Shults         | Max Borenstein & Rodney Barnes                  | 13 de agosto de 2023      |
| 13           | 3            | «La segunda venida» (en inglés: The Second Coming)                                   | Todd Banhazl               | Max Borenstein, Rodney Barnes & Rebecca Bertuch | 20 de agosto de 2023      |
| 14           | 4            | «El nuevo mundo» (en inglés: The New World)                                          | Tanya Hamilton             | Max Borenstein, Rodney Barnes & Jim Hecht       | 27 de agosto de 2023      |
| 15           | 5            | «El Hamburger Hamlet» (en inglés: The Hamburger Hamlet)                              | Tanya Hamilton             | Max Borenstein, Rodney Barnes & Jim Hecht       | 3 de septiembre de 2023   |
| 16           | 6            | «Derrotar a Los Ángeles» (en inglés: BEAT L.A.)                                      | Salli Richardson-Whitfield | Max Borenstein, Rodney Barnes & Jim Hecht       | 10 de septiembre de 2023  |
| 17           | 7            | «Lo que es y lo que nunca debería ser» (en inglés: What Is and What Should Never Be) | Salli Richardson-Whitfield | Max Borenstein, Rodney Barnes & Jim Hecht       | 17 de septiembre de 2023  |

## Producción

### Desarrollo
El 20 de abril de 2014, el guionista Jim Hecht voló por todo el país hasta la casa del periodista deportivo Jeff Pearlman. Propuso una adaptación del éxito de ventas de Pearlman Showtime: Magic, Kareem, Riley and the Los Angeles Lakers Dynasty que sería similar al programa de televisión Friday Night Lights. Según The Hollywood Reporter, Hecht le llevó a Pearlman una botella de vino sin alcohol, un bloque de chocolate y un tomate como ofrenda para convencer a Pearlman de que le vendiera los derechos del libro. "No tenía dinero, así que si hubiera dicho '$30,000', me habría jodido", recordó Hecht. Pearlman, que había optado por varios de sus libros en los que "nunca pasó nada", accedió a dejar que Hecht comprara su libro en la ciudad durante un año. En 2015, el productor Kevin Messick convenció a Adam McKay de dirigir el piloto y producir.
En abril de 2019, HBO ordenó un piloto de la serie, escrito por Max Borenstein con una historia de Borenstein y Hecht. Inicialmente, se hizo referencia a la serie con el título provisional Showtime, después del libro de Pearlman y la era de los Lakers que lo inspiró.  Para ese verano, la serie se describió como sin título, y el ejecutivo de HBO, Casey Bloys, reconoció más tarde que el título habría causado confusión en el mercado dado que uno de los competidores directos de transmisión y televisión prémium de HBO también se llama Showtime.  En diciembre, HBO dio luz verde oficialmente a la serie. El 8 de diciembre de 2021, HBO anunció que la serie se titularía Winning Time: The Rise of the Lakers Dynasty; según Bloys, "Winning Time" es una frase que ya estaba asociada con Magic Johnson.

### Casting
Francine Maisler es la directora de casting del programa.  En agosto de 2019, Jason Clarke y Michael Shannon fueron elegidos para interpretar a Jerry West y Jerry Buss, respectivamente. Sin embargo, al mes siguiente Shannon saldría debido a diferencias creativas, y Buss sería recasteado con John C. Reilly.  Según los informes, a Shannon no le gustó el formato de ruptura de la cuarta pared del programa y le resultó difícil trabajar con él.  Will Ferrell había buscado activamente el papel de Buss desde que McKay comenzó a desarrollar la serie; sin embargo, McKay no sintió que fuera adecuado para el papel y, en cambio, eligió a Reilly sin decírselo a Ferrell. Al enterarse de la decisión a través de una llamada telefónica de Reilly, Ferrell se enfureció tanto que terminó su amistad y relación profesional con McKay. Quincy Isaiah y Solomon Hughes también fueron elegidos para interpretar a Magic Johnson y Kareem Abdul Jabbar después de una extensa búsqueda de actores.  DeVaughn Nixon se agregó al elenco para interpretar a Norm Nixon.

### Filmación
El rodaje comenzó en Los Ángeles el 12 de abril del 2021, terminando el 31 de octubre del mismo año.

## Recepción

### Respuesta crítica
En el sitio web Rotten Tomatoes, la serie tiene un índice de aprobación del 86% según 22 reseñas de críticos, con una calificación promedio de 8/10; El consenso de los críticos del sitio web dice: "Alegríamente excesivo tanto en forma como en función, Winning Time combina una lista de personajes más grandes que la vida con un estilo de latigazo cervical para ofrecer una clavada absoluta". En Metacritic, la serie tiene una puntuación de 73 sobre 100, basada en 16 críticas, lo que indica "críticas generalmente favorables".

### Reacción de Lakers
La serie recibió críticas de Magic Johnson y Kareem Abdul-Jabbar por inexactitudes históricas. Johnson dijo que no vería la serie porque nunca representaba con precisión la era del Showtime, mientras que Abdul-Jabbar se refirió a la serie como deliberadamente deshonesta. El 19 de abril de 2022, Jerry West exigió una retractación de HBO dentro de dos semanas por la descripción "cruel" y "deliberadamente falsa" de él como un ejecutivo temperamental y malhablado propenso a arrebatos de ira y cambios de humor. Una semana más tarde, HBO respondió a West con la siguiente declaración: "HBO tiene un largo historial de producción de contenido atractivo extraído de hechos y eventos reales que se ficcionan en parte con fines dramáticos. Winning Time no es un documental y no se ha presentado como tal. Sin embargo, la serie y sus representaciones se basan en una extensa investigación fáctica y fuentes confiables, y HBO respalda firmemente a nuestros talentosos creadores y elenco que han llevado a la pantalla una dramatización de este capítulo épico en la historia del baloncesto". West, a su vez, ha dicho que tiene la intención de emprender acciones legales contra HBO por difamación, incluso si tiene que "llevar esto hasta la Corte Suprema".  Spencer Haywood, por otro lado, calificó su interpretación en la serie como una bendición.